# Borgmann Automobilhändler

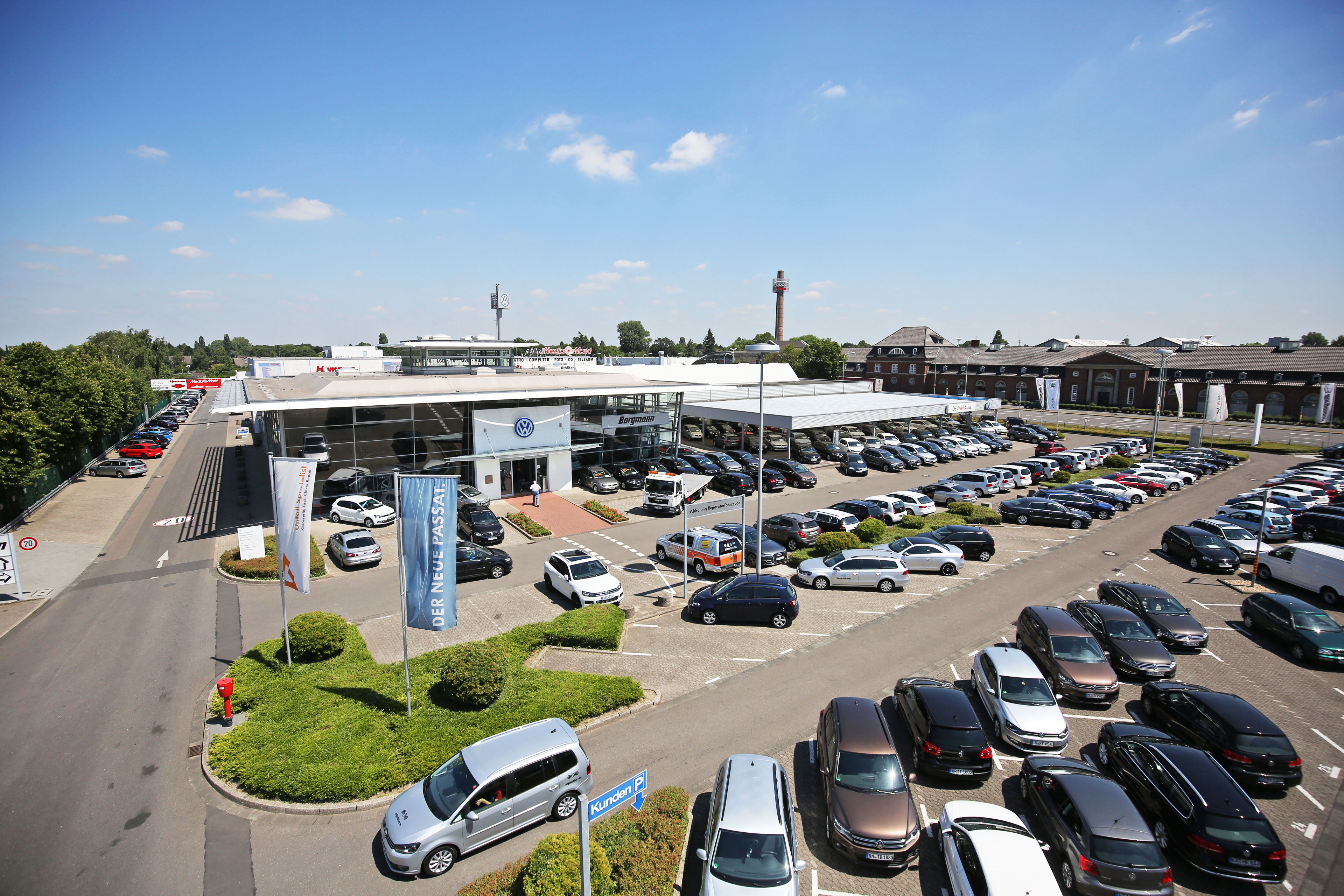
Volkswagen Borgmann an der Blumentalstraße 151–155 in Krefeld

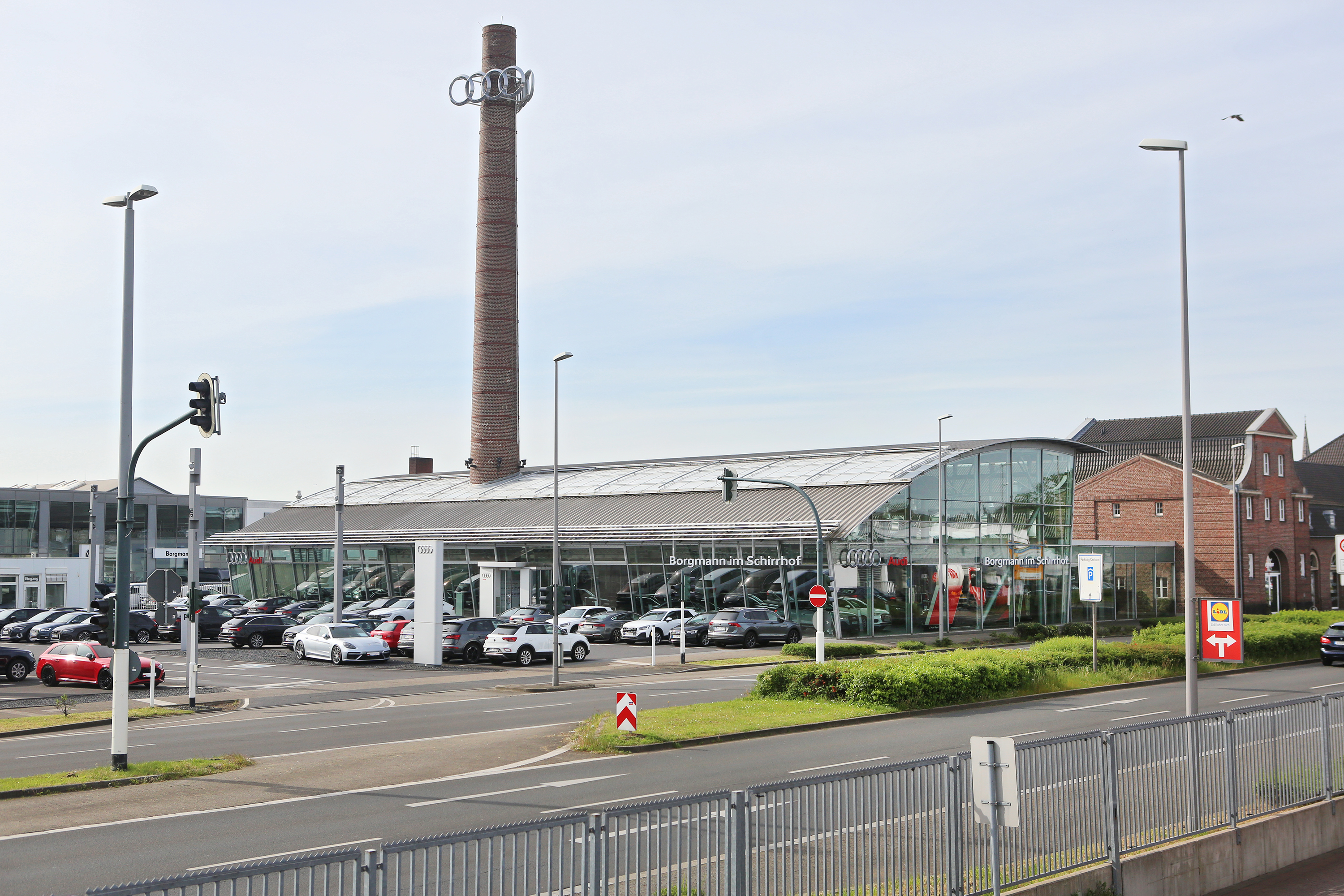
Audi Borgmann im Schirrhof am Nassauerring 45 in Krefeld

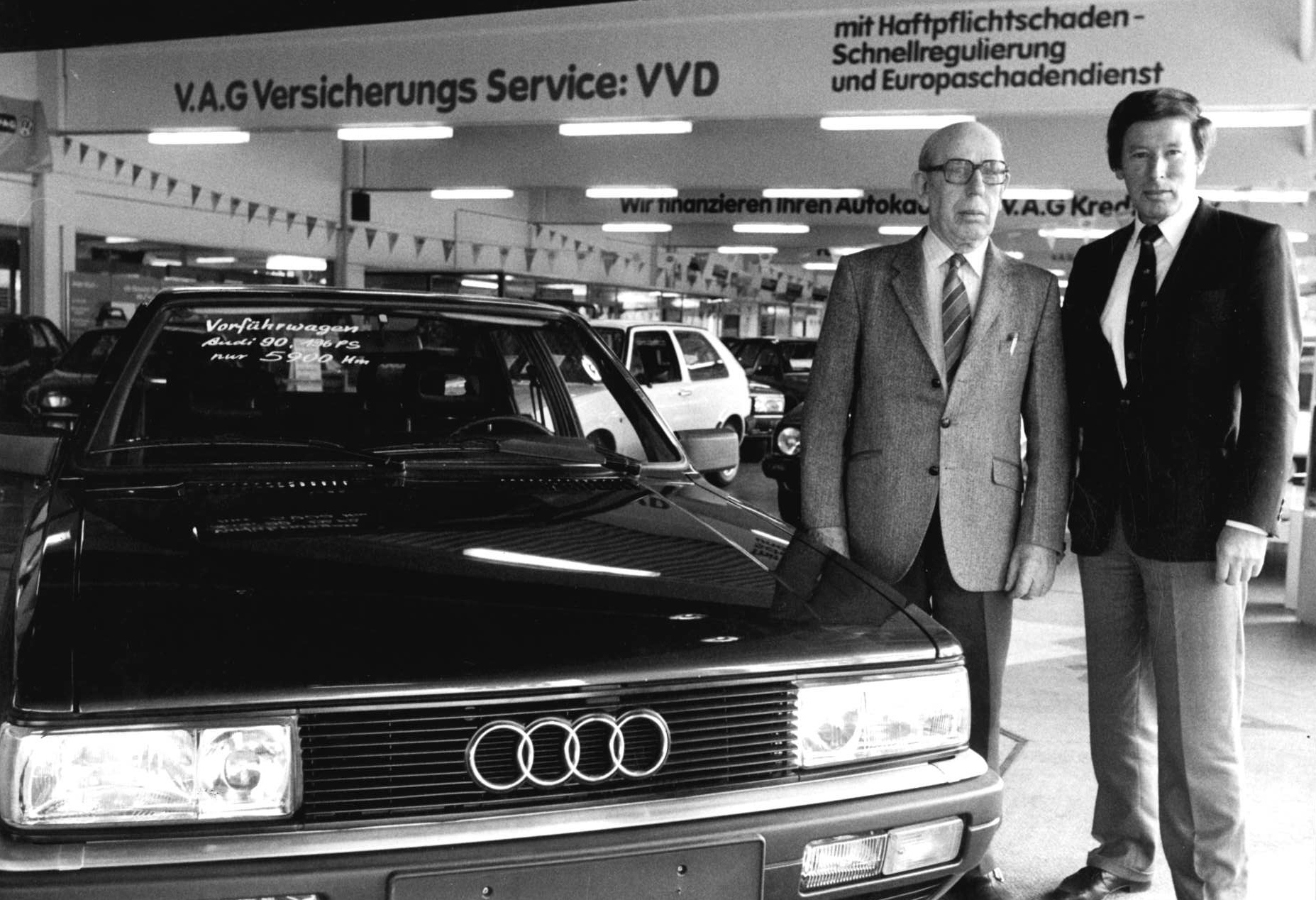
Unternehmensgründer Hermann Borgmann (1. Generation) und Helmut Borgmann (2. Generation)

Die Borgmann Automobilhändler GmbH mit Sitz in Krefeld ist Vertragshändler für Automobile aus dem Volkswagen-Konzern. Das Unternehmen betreibt drei Standorte im Krefelder Stadtteil Inrath.

## Geschichte
Der Schlosser und Kfz-Meister Hermann Borgmann gründete das Unternehmen im Jahr 1936 am Grünen Dyk in Krefeld als Automobil-Werkstatt für Fahrzeuge der Adlerwerke.
Während des Zweiten Weltkriegs wurde Hermann Borgmann zwischen 1939 und 1945 zur Wehrmacht als Oberwerkmeister einberufen. Im Krieg wurde seine Werkstatt in Krefeld durch Luftangriffe zerstört. Der Neuaufbau des Geschäfts begann 1958 in der Talstraße 14 in Krefeld, erneut als Kfz-Werkstatt mit 10 Arbeitskräften.
1964 wurde der Betrieb an den Gahlingspfad 53 verlegt.
Ein weiterer Umzug erfolgte 1976 an die Blumentalstraße 151, wo noch heute das Hauptgebäude ist. Neben Kfz-Werkstattleistungen wurden zu damaliger Zeit auch Neu- und Gebrauchtwagen sowie Finanzdienstleistungen vertrieben. Ab 1960 erhielt das Autohaus die Markenvertretung für Audi und Volkswagen.
Im Jahr 1998 übernahm das Unternehmen den unter Denkmalschutz stehenden Schirrhof aus dem frühen 20. Jahrhundert am Nassauerring. Auf dem Betriebsgelände mit einem Backsteinbau und einem Anbau wird die Marke Audi vertrieben.
2020 übernahm Hermann Borgmann die Unternehmensführung.

## Produkte und Dienstleistungen
Das Autohaus Borgmann ist Vertragshändler für die Marken Volkswagen, Volkswagen Nutzfahrzeuge und Audi, bietet Service für Škoda an, betreibt eine Autovermietung und vertreibt sowohl Neuwagen als auch Gebrauchtwagen in den Bereichen PKW, Transporter und Wohnmobil. Darüber hinaus gibt es einen Teilevertrieb, eine Lackiererei und eine Karosseriewerkstatt.

## Kennzahlen
Im Jahr 2022 waren 197 Mitarbeiter beschäftigt. Im Geschäftsjahr 2020–2021 erwirtschaftete das Unternehmen einen Jahresumsatz von 120 Millionen Euro.

## Sponsoring
Das Unternehmen ist Sponsor mehrerer lokaler Sportvereine.